# 以人名命名的中國地名列表
本列表介绍以人名命名的中国地名。中国古代社会有避讳的传统，因此并不直接用君主等尊者的名字命名地方，用其他人名以命名地方的情况（如孟良崮、田横岛）也不多见。辛亥革命后，中国社会普遍不再避讳，以人名命名的地名、道路名开始大量出现。通常而言，以人名命名地名多是为了表达纪念逝者之意，如1925年孙中山逝世后，广东省香山县改名为中山县，此后中国许多城市亦先后使用“中山路”、“中山公园”、“中山纪念堂”等路名或建筑名以作纪念；又如，为纪念在抗日战争中牺牲的将领，北京将一些街道以他们的名字命名，如赵登禹路、佟麟阁路，而张自忠阵亡之地的宜城县亦更名为自忠县。除此以外，尚有以中外政要名人（例如林森县、立煌县、中正路、罗斯福路等）及古今人物（如郑和群礁、森屏滩）命名的情况。
1949年3月，中国共产党第七届中央委员会第二次全体会议根据毛泽东的提议作出了包含“不以人名作地名”在内的六条规定，是为中国大陆“不以人名作地名”规定之始。在此以前，中国共产党在其控制的区域内也会使用人名命名地名（如雪枫县、左权县和靖宇县）；但此后出现的滥用外国人及中共领袖名字命名地名等情况，使得中共逐渐改变了对此项事务的看法。继1949年六条规定后，1951年，中央人民政府政务院发布《政务院关于更改地名的指示》，其中要求对“凡经反动政府用国内外反动份子的名字命名的地名……一律予以更改”，并规定“纪念革命先烈，一般用碑、塔等方式，不更改地名。但已经更改，并经该地上级人民政府批准或群众称呼已成习惯的，仍可沿用”。此后，原冠以人名的地名多被撤销，仅部分得以保留。1964年，内务部致函各省要求全面审查所辖地区的县市以上地名和涉外重要山河名称，并对其中有“以敌伪人员名字命名”和“用外国文字或外国人名命名”等情况的进行更名；次年，内务部将今后不以人名命名地名的建议报请周恩来批准执行。
文化大革命结束后，1979年，中华人民共和国国务院颁布《国务院关于地名命名、更名的暂行规定》，规定“一般不以人名作地名。禁止用国家领导人的名字命名地名”、“纪念革命先烈，一般不更改地名。但已用烈士名字命名的地名，并履行了一定审批手续，群众称呼已成习惯的，仍可沿用”。1986年，国务院颁布取代《暂行规定》的《地名管理条例》，沿袭这一规定并将其上升为行政法规条文。1987年，《国务院办公厅关于我同外国结为友好的城市不以对方地名、人名命名街道或建筑物的通知》又规定“一律不以对方地名、人名命名我国街道或建筑物……个别确有特别纪念意义需以对方地名、人名命名我国街道或建筑物的，要事先报国务院审批，未经批准，不得自行向外国对口城市作出承诺”。在此背景下，县级以上行政区域及重要自然地理实体的命名均严格照此办理；但地方政府对其管辖范围内的地名管理则相对宽松，使得今日在各地仍不乏直接使用人物姓名、字、号、职务或尊称等命名的地名。

## 政区地名

### 地级市、自治州
- 秦皇岛市 冀 （秦始皇[3]）
- 黄山市 皖 （黄帝[4][5]）
- 许昌市 豫 （许由[6]）
- 张家界市 湘 （张万聪、张良）
- 茂名市 粤 （潘茂名[7]）
- 中山市 粤 （孙中山[8]）
- 梅州市 粤 （梅鋗[9][10]）
- 楚雄彝族自治州 滇 （爨酋威楚[11]、南雄侯赵庸）
- 吴忠市 宁 （吴忠[12]）

### 县、自治县、县级市、林区
- 南宫市 冀 （南宫适[13]）
- 黄骅市 冀 （黄骅[14]）
- 望都县 冀 （庆都[15][16][17]）
- 隆尧县 冀 （尧[18]）
- 元氏县 冀 （赵公子元[17][19][20]）
- 献县 冀 （刘德（河间献王）[21]）
- 平山县 冀 （安禄山[17][22]）
- 任丘市 冀 （任丘[17][23]）
- 行唐县 冀 （尧）
- 灵丘县 晋 （赵武灵王）
- 襄垣县 晋 （赵襄子）
- 左权县 晋 （左权[24]）
- 介休市 晋 （介子推[25]）
- 稷山县 晋 （稷[26][27]）
- 长子县 晋 （丹朱[28]）
- 襄汾县 晋 （晋襄公）
- 蒲县 晋 （蒲衣子）
- 托克托县 内蒙 （恰台吉，又名脱脱，阿勒坦汗义子[29][30]）
- 靖宇县 吉 （杨靖宇[31]）
- 公主岭市 吉 （固伦和敬公主、响铃公主）
- 尚志市 黑 （赵尚志[32]）
- 庆安县 黑 （于清[33]）
- 张家港市 苏 （张南山[34][35]）
- 文成县 浙 （刘基，谥号文成[36]）
- 缙云县 浙 （黄帝号缙云氏）
- 武夷山市 閩 （武夷君）
- 大余县 赣 （庾胜[37][38][39]）
- 单县 魯 （单卷[40]）
- 微山县 鲁 （微子[41]）
- 桓台县 鲁 （齐桓公[42]）
- 禹城市 鲁 （禹[43]）
- 平邑縣 魯 （季平子[17][44]）
- 梁山县 鲁 （梁孝王）
- 太康县 豫 （太康[45]）
- 清豐縣 豫 （張清豐[17][46]）
- 禹州市 豫 （禹[47]）
- 获嘉县 豫 （吕嘉[17][48]）
- 武陟县 豫 （周武王[49]）
- 盧氏縣 豫 （盧敖[50]）
- 襄城县 豫 （周襄王[51]）
- 长葛市 豫 （葛天氏[52]）
- 西平县 豫 （西陵氏）
- 神農架林區 鄂 （神農氏[53]）
- 麻城市 鄂 （麻秋[54]、麻姑[55]）
- 秭归县 鄂 （女媭）
- 公安县 鄂 （刘备）
- 罗田县 鄂 （巴水蛮酋长田氏）
- 炎陵縣 湘 （炎帝[56]）
- 全州县 桂 （全真）
- 巫山县 渝 （巫咸[57]）
- 巫溪县 渝 （巫咸）
- 青神县 川 （青衣神蠶叢[58]）
- 马尔康市 川 （玛康[59]）
- 若尔盖县 川 （若巴耿登）
- 道真仡佬族苗族自治縣 黔 （尹珍，字道真[60][61]）
- 关岭布依族苗族自治县 黔 （关索）
- 楚雄市 滇 （爨酋威楚[11]、南雄侯赵庸）
- 罗平县 滇 （罗雄[62]）
- 师宗县 滇 （爨蛮师宗[63]）
- 弥勒市 滇 （些莫徒蛮之裔弥勒[64]）
- 巧家县 滇 （曲古都家）
- 勐海县 滇 （召海）
- 白朗县 藏 （巴扎·尼玛扎巴 (པ་ཚབ་ཉི་མ་གྲགས་པ)、纳朗·多吉敦炯 (སྣ་ནམ་རྡོ་རྗེ་བདུད་འཇོམས)）
- 太白县 陝 （泰伯[65]）
- 紫陽縣 陝 （張伯端，號紫陽[66]）
- 志丹县 陝 （刘志丹[67]）
- 子长县 陝 （谢子长[68]）
- 子洲县 陝 （李子洲[69]）
- 吴起县 陝 （吴起[70]）
- 黄陵县 陝 （黄帝[71]）
- 留坝县 陝 （留侯张良[72]）
- 张家川回族自治县 陇 （张骞[73]）

### 市辖区
- 曹妃甸区 唐山市 冀 （曹妃[74][75]）
- 栾城区 石家庄市 冀 （栾书[17][76]）
- 肥乡区 邯郸市 冀 （肥义）
- 襄都区 邢台市 冀 （赵襄子）
- 尧都区 临汾市 晋 （尧）
- 皇姑区 瀋陽市 辽 （芬古）
- 文聖區 遼陽市 辽 （孔丘）
- 太子河區 遼陽市 辽 （燕太子丹）
- 中山区 大连市 辽 （孙中山）
- 龙凤区 大庆市 黑（李魁龙、张广凤[77]）
- 黄浦区 上海市 滬 （春申君黄歇）
- 徐匯區 上海市 滬 （徐光启）
- 姜堰区 泰州市 苏 （姜仁惠）
- 包河区 合肥市 皖 （包拯）
- 禹会区 蚌埠市 皖 （禹）
- 八公山区 淮南市 皖 （淮南八公）
- 黄山区 黄山市 皖 （黄帝[4][5]）
- 三元区 三明市 閩 （龙元、狮元、豺元三胞胎）
- 袁州区 宜春市 赣 （袁京）
- 寒亭区 潍坊市 鲁 （寒浞）
- 禹王台区 开封市 豫 （禹）
- 卧龙区 南阳市 豫 （诸葛亮）
- 梁园区 商丘市 豫 （梁孝王）
- 君山区 岳阳市 湘 （湘君）
- 苏仙区 郴州市 湘 （苏耽）
- 梅县区 梅州市 粤 （梅鋗[9][10]）
- 梅江区 梅州市 粤 （梅鋗[9][10]）
- 武侯区 成都市 川 （诸葛亮）
- 游仙区 绵阳市 川 （李意期）
- 船山区 遂宁市 川 （张问陶，号船山）
- 东坡区 眉山市 川 （苏轼）
- 彭山区 眉山市 川 （岑彭、彭祖）
- 楊陵區 咸陽市 陝 （楊堅）
- 中山區 臺北市 臺 （孙中山）
- 中山區 基隆市 臺 （孙中山）

### 行政管理区
- 屈原管理区 湘 （屈原）
- 仲愷高新技術產業開發區 粵 （廖仲愷）

### 乡、苏木、民族乡、镇、街道、农场
- 燕丹乡 京·北京市昌平区 （燕太子丹）
- 子牙镇 津·天津市静海区 （吕尚[78]）
- 存瑞镇 冀·怀来县 （董存瑞）
- 黄骅镇 冀·黄骅市 （黄骅）
- 本斋回族乡 冀·献县 （马本斋）[79]
- 小平王乡 冀·献县 （唐太[80]）
- 贺进镇 冀·武安市 （贺进革命烈士）[81]
- 盘古镇 冀·青县 （盘古）
- 战海乡 冀·张北县 （于战海）[82]
- 倴城镇 冀·滦南县 （倴盏）
- 豫让桥街道 冀·邢台市襄都区 （豫让[83]）
- 太子井乡 冀·邢台市信都区 （赵襄子[84]）
- 孟姜镇 冀·秦皇岛市山海关区 （孟姜女）
- 栾城镇 冀·石家庄市栾城区 （栾书）
- 获鹿镇 冀·石家庄市鹿泉区 （安禄山）
- 肥乡镇 冀·邯郸市肥乡区 （肥義）
- 毛演堡乡 冀·邯郸市肥乡区 （毛延寿[85]）
- 李天木镇 冀·沧县 （李天木[86]）
- 隆尧镇 冀·隆尧县 （尧）
- 束馆镇 冀·大名县 （束皙[87]）
- 纪昌庄乡 冀·宁晋县 （纪昌[88]）
- 大王店镇 冀·保定市徐水区 （张燕[89]）
- 岳城镇 冀·磁县 （岳飞[90]）
- 王虎屯乡 冀·怀安县 （王虎山[91]）
- 郭磊庄镇 冀·张家口市万全区 （郭磊[92]）
- 望都镇 冀·望都县 （庆都）
- 平山镇 冀·平山县 （安禄山）
- 吕公堡镇 冀·任丘市 （吕洞宾[93]）
- 武灵镇 晋·灵丘县 （赵武灵王）
- 刘胡兰镇 晋·文水县 （刘胡兰）
- 尹灵芝镇 晋·寿阳县 （尹灵芝）
- 华峰乡 晋·垣曲县 （郭华峰）
- 英言乡 晋·垣曲县 （段英言）
- 禹王镇 晋·夏县 （禹）
- 襄陵镇 晋·襄汾县 （晋襄公）
- 陶寺乡 晋·襄汾县 （尧）
- 光华镇 晋·乡宁县（董光华革命烈士）
- 关王庙乡 晋·乡宁县 （关羽）
- 娘子关镇 晋·平定县 （妒女介山氏、平阳昭公主）
- 稷峰镇 晋·稷山县 （后稷）
- 丹朱镇 晋·长子县 （丹朱）
- 蒲城镇 晋·蒲县 （蒲衣子）
- 尧庙镇 晋·临汾市尧都区 （尧）
- 神农镇 晋·高平市 （神农）
- 圣人涧镇 晋·平陆县 （傅说[94]）
- 陶唐峪乡 晋·霍州市 （尧[95]）
- 王禹乡 晋·灵石县 （禹[96]）
- 大禹乡 晋·临县 （禹[97]）
- 风陵渡镇 晋·芮城县 （风、女娲[98]）
- 微子镇 晋·长治市潞城区 （微子[99]）
- 子干乡 晋·原平市 （刘子干烈士[100]）
- 耽子镇 晋·临猗县 （王聃，字耽子[101]）
- 文远街道 晋·朔州市朔城区 （張遼，字文遠）
- 芝瑞镇 内蒙古·克什克腾旗 （赵芝瑞革命烈士）
- 麦新镇 内蒙古·开鲁县 （麦新革命烈士）
- 东来镇 内蒙古·开鲁县 （张东来革命烈士）[102]
- 建华镇 内蒙古·开鲁县 （邢建华革命烈士）[103]
- 东明镇 内蒙古·奈曼旗 （梁东明革命烈士[104]）
- 明仁苏木 内蒙古·奈曼旗 （吕明仁革命烈士）
- 明仁街道 内蒙古·通辽市科尔沁区 （吕明仁革命烈士）
- 明安图镇 内蒙古·正镶白旗 （明安圖清朝蒙古族学者）
- 成吉思汗镇 内蒙古·扎兰屯市 （成吉思汗）
- 昭君镇 内蒙古·达拉特旗 （王昭君[105]）
- 昭君街道 内蒙古·达拉特旗 （王昭君）
- 昭君路街道 内蒙古·呼和浩特市玉泉区 （王昭君）
- 成吉思汗大街街道 内蒙·呼和浩特市新城区 （成吉思汗）
- 马刚街道 辽·沈阳市沈北新区（马刚烈士[106]）
- 正良街道 辽·沈阳市沈北新区 （董正、董良）
- 吕王镇 辽·大石桥市 （吕庆余、王希珍革命烈士）
- 建一镇 辽·大石桥市 （丁建一革命烈士）
- 杨运镇 辽·盖州市 （杨运革命烈士[107]）
- 兀术街街道 辽·调兵山市 （兀术）
- 业民镇 辽·开原市 （安业民革命烈士）
- 尚志乡 辽·朝阳县 （赵尚志革命烈士）
- 张强镇 辽·康平县 （张强革命烈士）[108][109]
- 英烈士乡 辽·庄河市 （王吉士革命烈士）
- 向应街道 辽·大连市金州区 （关向应）
- 喜彬乡 辽·盘山县（于喜彬烈士）[110]
- 武圣街道 辽·辽阳市白塔区 （关羽）
- 文圣街道 辽·辽阳市白塔区 （孔丘）
- 士英街道 辽·锦州市古塔区 （梁士英革命烈士[111]）
- 汤神庙镇 辽·建昌县 （商汤[112]）
- 明仁街道 吉·白城市洮北区 （吕明仁烈士）
- 海明街道 吉·白城市洮北区 （刘海明烈士[113]）
- 王奔镇 吉·双辽市 （王奔革命烈士）[114]
- 沈洋镇 吉·梨树县 （沈洋[115]）
- 英俊镇 吉·长春市二道区 （刘英俊）
- 光华镇 吉·通化县 （杜光华）
- 翰章乡 吉·敦化市 （陈翰章）
- 贤儒镇 吉·敦化市 （江贤如）
- 靖宇镇 吉·靖宇县 （杨靖宇）
- 洪泉乡 吉·前郭尔罗斯蒙古族自治县 （冯洪泉）[116]
- 平凤乡 吉·前郭尔罗斯蒙古族自治县 （钱国平、高喜凤）
- 仁兴街道 吉·四平市铁西区 （马仁兴）
- 士英街道 吉·扶余市 （梁士英革命烈士）
- 兆麟街道 黑·哈尔滨市道里区 （李兆麟）
- 尚志街道 黑·哈尔滨市道里区 （赵尚志）
- 斯大林街道 黑·哈尔滨市道里区 （斯大林）
- 靖宇街道 黑·哈尔滨市道外区 （杨靖宇）
- 尚志镇 黑·尚志市 （赵尚志）
- 绍文乡 黑·富裕县 （田绍文抗日烈士）[117]
- 英杰乡 黑·宾县 （齐英杰烈士）
- 海江镇 黑·嫩江县 （张海江革命烈士）[118]
- 长福镇 黑·嫩江县 （王长福革命烈士）[118]
- 任民镇 黑·安达市 （王任民革命烈士）[119]
- 兆麟街道 黑·北安市 （李兆麟）
- 赵光镇 黑·北安市 （赵光革命烈士）[120]
- 赵光农场 黑·北安市 （赵光[120]）
- 青山街道 黑·五大连池市 （赵青山革命烈士）
- 平洋镇 黑·泰来县 （张平洋革命烈士）[121]
- 建堂乡 黑·林口县 （张建堂革命烈士）[122]
- 明久乡 黑·肇东市 （姚明久革命烈士）[123]
- 宁姜蒙古族乡 黑·泰来县（宁世行、姜树常两烈士）[124]
- 祝三乡 黑·大庆市大同区（李祝三烈士）[125]
- 银峰乡 黑·鸡东县（李银峰烈士）[126]
- 石岩镇 黑·宁安市（杨石岩烈士）[127][128]
- 升昌镇 黑·集贤县（汤升昌烈士）[129]
- 知一镇 黑·密山市 （柳知一烈士）[130]
- 龙凤街道 黑·大庆市龙凤区 （李魁龙、张广凤）
- 龙凤镇 黑·大庆市龙凤区 （李魁龙、张广凤）
- 张维镇 黑·绥化市北林区 （张维[131]）
- 庆安镇 黑·庆安县 （于清）
- 愚公乡 黑·依兰县 （愚公）
- 彭浦镇 沪·上海市静安区 （彭越）
- 彭浦新村街道 沪·上海市静安区 （彭越）
- 徐家汇街道 沪·上海市徐汇区 （徐光启）
- 张江镇 沪·上海市浦东新区 （张江[132]）
- 莫愁街道 苏·南京市鼓楼区 （莫愁[133]）
- 莫愁湖街道 苏·南京市建邺区 （莫愁[133]）
- 夫子庙街道 苏·南京市秦淮区 （孔丘）
- 洪蓝街道 苏·南京市溧水区 （洪蓝[134]）
- 七雄街道 苏·沭阳县 （仲维成、葛恒兴、章杰新、杨如成、毛尚柱、纪士林、仲跻玉）
- 方强农场 苏·大丰市 （方强[135]）
- 正红镇 苏·濱海縣 （顧正紅）
- 陈涛镇 苏·滨海县 （陈涛[136]）
- 振东乡 苏·滨海县 （陈振东[137]）
- 郭猛镇 苏·盐城市盐都区 （郭猛）
- 潘黄街道 苏·盐城市盐都区 （潘克、黄炜）[138]
- 学富镇 苏·盐城市盐都区 （杨学富）
- 特庸镇 苏·射阳县 （胡特庸）
- 桂五镇 苏·盱眙县 （李桂五）
- 管仲镇 苏·盱眙县 （管仲[139]）
- 沂涛镇 苏·沭阳县 （朱沂涛）
- 兴泰镇 苏·泰州市姜堰区 （陈兴泰）
- 沈高镇 苏·泰州市姜堰区 （沈根余、高文生）
- 洪林镇 苏·泰州市姜堰区 （洪流、林广源两烈士[140][141]）
- 根思鄉 苏·泰興市 （楊根思）
- 周山镇 苏·高邮市 （周山）
- 伯勤乡 苏·高邮市 （毛伯勤烈士[142][143]）
- 张轩乡 苏·高邮市 （张轩烈士[144]）
- 川青镇 苏·高邮市 （徐川青烈士[145]）
- 志光乡 苏·高邮市 （陈志光烈士[146]）
- 锦西乡 苏·扬州市江都区 （谈锦西）
- 邵伯镇 苏·扬州市江都区 （谢安、召伯）
- 仙女镇 苏·扬州市江都区 （杜姜、康紫霞 [147]）
- 昌松乡 苏·扬州市江都区 （史昌勋、卞松山两烈士[148]）
- 周奋乡 苏·兴化市 （周奋）
- 舜生镇 苏·兴化市 （袁舜生[149]）
- 昌荣镇 苏·兴化市 （严昌荣）
- 李健乡 苏·兴化市 （李健烈士[150]）
- 步凤镇 苏·盐城市亭湖区 （程步凤）
- 广山镇 苏·东台市 （马广山）
- 廉贻镇 苏·东台市 （朱廉贻）
- 五烈镇 苏·东台市 （唐学海、陈维仁、许文华、孙保民、李友存）[151]
- 王鲍镇 苏·启东市（王橙、鲍志椿）
- 希士乡 苏·启东市 （高希士）
- 惠萍镇 苏·启东市 （朱惠萍）
- 吕四港镇 苏·启东市 （吕洞宾）
- 王浩镇 苏·南通市海门区 （王浩）
- 树勋镇 苏·南通市海门区 （范树芳、丁洪勋）
- 占先乡 苏·南通市海门区 （王占先烈士[152]）
- 飞鹫乡 苏·南通市海门区 （陆飞鹫烈士[153]）
- 平山乡 苏·南通市海门区 （张平山烈士[154]）
- 国强镇 苏·南通市海门区 （沙国强烈士[155]）
- 瑞祥镇 苏·南通市海门区 （季瑞祥烈士[156]）
- 刘浩镇 苏·南通市海门区 （刘浩烈士[157]）
- 张芝山镇 苏·南通市通州区 （张芝山[158]）
- 景安镇 苏·如东市 （吴景安）
- 徐霞客镇 苏·江阴市 （徐霞客）
- 蠡湖街道 苏·无锡市滨湖区 （范蠡）
- 蠡园街道 苏·无锡市滨湖区 （范蠡）
- 云林街道 苏·无锡市锡山区 （倪瓒，号云林）
- 子房街道 苏·徐州市云龙区 （张良，字子房）
- 王陵街道 苏·徐州市泉山区 （王陵）
- 汉王镇 苏·徐州市铜山区 （刘邦）
- 胥口镇 苏·苏州市吴中区 （伍子胥）
- 胥江街道 苏·苏州市 （伍子胥）
- 关庙镇 苏·宿迁市宿豫区 （关羽）
- 项里街道 苏·宿迁市宿城区 （项羽[159]）
- 老子山镇 苏·淮安市洪泽区 （老子[160]）
- 茭陵乡 苏·淮安市淮安区 （刘交[161]）
- 枚乘街道 苏·淮安市清江浦区 （枚乘）
- 荣炳镇 苏·镇江市丹徒区 （凌荣炳烈士[162]）
- 龙苴镇 苏·灌云县 （龙且）
- 徐福镇 苏·连云港市赣榆区 （徐福）
- 高公岛街道 苏·连云港市连云区 （高雅之[163]）
- 安国镇 苏·沛县 （王陵）
- 丁兰街道 浙·杭州市上城区 （丁兰[164]）
- 宗汉街道 浙·慈溪市 （马宗汉）
- 秦山街道 浙·海盐县 （秦始皇）
- 洪合镇 浙·嘉兴市秀洲区 （王洪合）
- 莫干山镇 浙·德清县 （莫邪、干将）
- 禹越镇 浙·德清县 （禹）
- 曹娥街道 浙·绍兴市上虞区 （曹娥）
- 陶朱街道 浙·诸暨市 （范蠡）
- 阳明街道 浙·余姚市 （王守仁）
- 小曹娥镇 浙·余姚市 （曹娥）
- 肖东镇 浙·余姚市 （肖东烈士[165]）
- 梁辉镇 浙·余姚市 （梁辉烈士[166]）
- 洪山乡 浙·余姚市 （朱洪山烈士[167]）
- 明伟乡 浙·余姚市 （楼明山烈士、周之伟烈士[168]）
- 黄明乡 浙·余姚市 （黄明烈士[169]）
- 梨洲街道 浙·余姚市 （黄宗羲[170]）
- 周王庙镇 浙·海宁市 （周凯、周雄[171]）
- 梅墟街道 浙·宁波市鄞州区 （梅福，字子真[172]）
- 钟公庙街道 浙·宁波市鄞州区 （钟元鼎[173]）
- 萧王庙街道 浙·宁波市奉化区 （萧世显[174]）
- 桐君街道 浙·桐庐县 （桐君[175]）
- 昌硕街道 浙·安吉县 （吴昌硕）
- 包公街道 皖·合肥市包河区 （包拯）
- 包公镇 皖·肥东县 （包拯）
- 铭传乡 皖·肥西县 （刘铭传）
- 家朋乡 皖·绩溪县 （许家朋）
- 家发镇 皖·南陵县 （李家发）
- 向阳街道 皖·宣城市宣州区 （向阳革命烈士[176]）
- 庄周街道 皖·蒙城县 （庄周）
- 华佗镇 皖·亳州市谯城区 （华佗）
- 汤陵街道 皖·亳州市谯城区 （商汤[177]）
- 亚父街道 皖·巢湖市 （范增）
- 光武镇 皖·界首市 （刘秀）
- 虞姬镇 皖·灵璧县 （虞姬）
- 关帝庙镇 皖·砀山县 （关羽）
- 关庙镇 皖·临泉县 （关羽）
- 高皇镇 皖·淮南市潘集区 （刘邦[178]）
- 舜耕镇 皖·淮南市田家庵区 （舜）
- 八公山镇 皖·淮南市八公山区 （淮南八公）
- 八公山乡 皖·寿县 （淮南八公）
- 舜山镇 皖·来安县 （舜）
- 尧渡镇 皖·东至县 （尧）
- 太白镇 皖·当涂县 （李白）
- 高公镇 皖·涡阳县 （刘邦）
- 祥谦镇 闽·闽侯县 （林祥谦）
- 步云乡 闽·上杭县 （罗步云）
- 武夷街道 闽·武夷山市 （武夷君）
- 国强乡 闽·平和县 （赵国强[179][180]）
- 中山镇 闽·武平县 （孙中山[181]）
- 梅仙镇 闽·尤溪县 （梅福，字子真[182]）
- 梅岭镇 赣·南昌市新建区 （梅福，字子真[183]）
- 滕王阁街道 赣·南昌市东湖区 （李元婴[184]）
- 马荃镇 赣·余江县 （马荃）[185]
- 志光镇 赣·贵溪市 （龙志光）
- 拔英乡 赣·瑞金市 （曾拔英）
- 泽覃乡 赣·瑞金市 （毛泽覃）
- 佐龙乡 赣·永丰县 （袁佐龙）
- 葛仙山镇 赣·铅山县 （葛玄[186]）
- 梅港乡 赣·余干县 （梅𫓶）
- 刘公庙镇 赣·樟树市 （刘天佑[187]）
- 稼轩乡 赣·铅山县 （辛弃疾[188]）
- 岳师街道 赣·九江市柴桑区 （岳飞）
- 舜德乡 赣·湖口县 （舜）
- 袁河街道 赣·新余市渝水区 （袁京[189]）
- 太白镇 赣·婺源县 （李白）
- 吕蒙乡 赣·景德镇市昌江区 （吕蒙[190]）
- 太白园街道 赣·景德镇市珠山区 （李白）
- 永叔街道 赣·吉安市吉州区 （欧阳脩[191]）
- 许商街道 鲁·商河县 （许商）
- 玉皇庙镇 鲁·商河县 （玉皇）
- 玉皇庙镇 鲁·郓城县 （玉皇）
- 孙武街道 鲁·惠民县 （孙武）
- 中山路街道 鲁·青岛市市南区 （孙中山）
- 田横镇 鲁·青岛市即墨区 （田横）
- 徐福镇 鲁·龙口市 （徐福）
- 七贤街道 鲁·济南市市中区 （竹林七贤）
- 舜耕街道 鲁·济南市市中区 （舜）
- 舜玉路街道 鲁·济南市市中区 （舜）
- 智远街道 鲁·济南市历下区 （刘知远[192]）
- 舜华路街道 鲁·济南市历下区 （舜）
- 文祖街道 鲁·济南市章丘区 （尧[193]）
- 仲宫街道 鲁·济南市历城区 （终军[194]）
- 微山岛镇 鲁·微山县 （微子[41]）
- 禹兴街道 鲁·禹城市 （禹）
- 平邑街道 鲁·平邑县 （季平子）
- 仲村镇 鲁·平邑县 （仲由[195]）
- 梁山街道 鲁·梁山县 （梁孝王）
- 寒亭街道 鲁·潍坊市寒亭区 （寒浞）
- 郑公街道 鲁·潍坊市坊子区 （郑玄[196]）
- 圣城街道 鲁·寿光市 （仓颉[197]）
- 秦皇台乡 鲁·滨州市滨城区 （秦始皇[198]）
- 伯乐集镇 鲁·成武县 （伯乐[199]）
- 李进士堂镇 鲁·鄄城县 （李先芳）
- 禹村镇 鲁·新泰市 （禹[200]）
- 舜王街道 鲁·诸城市 （舜[201]）
- 吕陵镇 鲁·菏泽市牡丹区 （吕雉[202]）
- 王浩屯镇 鲁·菏泽市牡丹区 （王浩[203]）
- 金河乡 鲁·枣庄市薛城区 （陈金河烈士）
- 敬仲镇 鲁·淄博市临淄区 （高傒[204]）
- 朱仙镇 豫·开封市祥符区 （朱亥）
- 仙人庄街道 豫·开封市鼓楼区 （朱亥[205]）
- 三阳乡 豫·武陟县 （刘三阳）
- 思礼镇 豫·济源市（于思礼烈士）[206]
- 盘古乡 豫·泌阳县 （盘古）
- 祥云镇 豫·温县 （张祥云烈士）
- 张羌街道 豫·温县 （张羌[207]）
- 李珍街道 豫·安阳市殷都区 （李珍）
- 鸿昌街道 豫·博爱县 （吉鸿昌）
- 雪枫街道 豫·镇平县 （彭雪枫）
- 雪枫街道 豫·永城市 （彭雪枫）
- 起台镇 豫·柘城县 （吴起[208])
- 慈圣镇 豫·柘城县 （宋襄公[209]）
- 朱襄镇 豫·柘城县 （炎帝朱襄氏）
- 凤瑞街道 豫·方城县 （杜凤瑞）
- 释之街道 豫·方城县 （张释之）
- 庄子镇 豫·民权县 （庄周[210]）
- 伯党回族乡 豫·民权县 （王伯当）
- 子路镇 豫·罗山县 （仲由）
- 百里奚街道 豫·南阳市卧龙区 （百里奚）
- 光武街道 豫·南阳市卧龙区 （刘秀）
- 张衡街道 豫·南阳市卧龙区 （张衡）
- 武侯街道 豫·南阳市卧龙区 （诸葛亮）
- 卧龙岗街道 豫·南阳市卧龙区 （诸葛亮）
- 仲景街道 豫·南阳市宛城区 （张仲景）
- 光武街道 豫·项城市 （刘秀）
- 商圣街道 豫·淅川县 （范蠡）
- 太公镇 豫·卫辉市 （吕尚）
- 木兰镇 豫·虞城县 （花木兰）
- 梁祝镇 豫·汝南县 （梁山伯、祝英台）
- 张弓镇 豫·宁陵县 （张弓）
- 七贤镇 豫·修武县 （竹林七贤）
- 嫘祖镇 豫·西平县 （嫘祖）
- 张良镇 豫·鲁山县 （张良）
- 尧山镇 豫·鲁山县 （尧）
- 樊相镇 豫·长垣市 （樊宏）
- 范里镇 豫·卢氏县 （范蠡）
- 老君庙镇 豫·汝南县 （老子）
- 包公庙乡 豫·商丘市睢阳区 （包拯[211]）
- 苏仙石乡 豫·商城县 （苏耽[212]）
- 仙庄镇 豫·清丰县 （张果老[213]）
- 仙台镇 豫·叶县 （叶县令王乔[214]）
- 皇后乡 豫·南召县 （阴丽华[215]）
- 皇路店镇 豫·南召县 （刘秀）
- 乔端镇 豫·南召县 （乔端[216]）
- 皇帝庙乡 豫·临颍县 （刘备[217]）
- 东高皇街道 豫·平顶山市卫东区 （刘邦[218]）
- 西高皇街道 豫·平顶山市新华区 （刘邦）
- 玉皇庙乡 豫·平舆县 （玉皇）
- 东皇街道 豫·平舆县 （东岳大帝）
- 玉皇庙镇 豫·通许县 （玉皇）
- 关王庙乡 豫·驻马店市驿城区 （关羽）
- 许衡街道 豫·焦作市中站区 （许衡[219]）
- 武王街道 豫·焦作市马村区 （周武王[220]）
- 箕子台街道 豫·西华县 （箕子[221]）
- 袁寨镇 豫·正阳县 （袁家骥[222]）
- 兴华镇 豫·洛宁县 （张兴华烈士[223]）
- 孟轲乡 豫·濮阳市华龙区 （孟轲）
- 汲冢镇 豫·郸城县 （汲黯[224]）
- 杜甫路街道 豫·巩义市 （杜甫）
- 许由街道 豫·许昌市建安区 （许由）
- 木兰乡 鄂·武汉市黄陂区 （花木兰）
- 黄歇口镇 鄂·监利市 （春申君黄歇）
- 二程镇 鄂·红安县 （程颐、程颢）
- 五祖镇 鄂·黄梅县 （弘忍）
- 武安镇 鄂·南漳县 （武安君白起）
- 屈原镇 鄂·秭归县 （屈原）
- 嫘祖镇 鄂·远安县 （嫘祖）
- 关庙镇 鄂·广水市 （关羽）
- 卧龙镇 鄂·襄阳市襄城区 （诸葛亮）
- 庞公街道 鄂·襄阳市襄城区 （庞德公[225]）
- 昭君镇 鄂·兴山县 （王昭君[226]）
- 子陵铺镇 鄂·荆门市东宝区 （严光，字子陵[227]）
- 三官殿街道 鄂·丹江口市 （三官）
- 夫子河镇 鄂·麻城市 （孔丘）
- 王义贞镇 鄂·安陆市 （王义贞[228]）
- 太子镇 鄂·阳新县 （孙登 (太子)[229]）
- 大王镇 鄂·阳新县 （孙权[230]）
- 尹吉甫镇 鄂·房县 （尹吉甫[231]）
- 雷锋街道 湘·长沙市望城区 （雷锋）
- 马王堆街道 湘·长沙市芙蓉区 （马殷）
- 开慧镇 湘·长沙县 （杨开慧）
- 黄兴镇 湘·长沙县 （黄兴）
- 咏生乡 湘·平江县 （高咏生）
- 梅仙镇 湘·平江县 （梅福，字子真[232]）
- 弼时镇 湘·汨罗市 （任弼时）
- 屈子祠镇 湘·汨罗市 （屈原）
- 荣桓镇 湘·衡东县 （罗荣桓）
- 欧阳海镇 湘·桂阳县 （欧阳海）
- 盘古乡 湘·沅陵县 （盘古）
- 思聪街道 湘·茶陵县 （谭思聪）
- 张谷英镇 湘·岳阳县 （张谷英）
- 柏祥镇 湘·岳阳县 （黄佰祥[233]）
- 蔡锷乡 湘·邵阳市大祥区 （蔡锷）
- 荣华乡 湘·新化县 （方荣华）
- 孟公镇 湘·新化县 （梅山孟公）
- 黄盖镇 湘·临湘市 （黄盖）
- 修梅镇 湘·临澧县 （林修梅）
- 陈二乡 湘·临澧县 （陈二郎[234]）
- 祝融街道 湘·衡阳市南岳区 （祝融）
- 吕仙亭街道 湘·岳阳市岳阳楼区 （吕洞宾[235]）
- 康王乡 湘·岳阳市岳阳楼区 （康保裔[236]）
- 禹山镇 湘·华容县 （禹）
- 梅田湖镇 湘·华容县 （渔民严梅田[237]）
- 苏仙岭街道 湘·郴州市苏仙区 （苏耽）
- 王仙岭街道 湘·郴州市苏仙区 （王锡[238]）
- 骆仙街道 湘·郴州市北湖区 （成武丁[239]）
- 王仙镇 湘·醴陵市 （王乔[240]）
- 仙岳山街道 湘·醴陵市 （丁令威[241]）
- 左权镇 湘·醴陵市 （左权）
- 武圣宫镇 湘·南县 （关羽[242]）
- 如东镇 湘·澧县 （郑如东[243]）
- 宜万乡 湘·澧县 （毛宜万[244]）
- 舜峰镇 湘·临武县 （舜[245]）
- 舜陵街道 湘·宁远县 （舜[246]）
- 灵官镇 湘·祁东县 （灵官）
- 灵官镇 湘·安仁县 （灵官）
- 李熙桥镇 湘·绥宁县 （李熙山[247]）
- 朝仪侗族乡 湘·绥宁县 （杨昌义[248]）
- 李畋镇 湘·醴陵市 （李畋[249]）
- 均楚镇 湘·醴陵市 （唐徵楚[250]）
- 尧市镇 湘·麻阳苗族自治县 （尧）
- 蔡子池街道 湘·耒阳市 （蔡伦[251]）
- 太子庙镇 湘·汉寿县 （刘禅[252]）
- 子良镇 湘·石门县 （田楚产[253]、姚子亮[254]）
- 天子山镇 湘·张家界市武陵源区 （向大坤[255]）
- 秀全街道 粤·广州市花都区 （洪秀全[256]）
- 六祖镇 粤·新兴县 （禅宗六祖惠能）
- 阳明镇 粤·和平县 （王守仁）
- 中山港街道 粤·中山市 （孙中山）
- 潘州街道 粤·高州市 （潘茂名[7]）
- 程江镇 粤·梅州市梅县区 （程旼）
- 全州镇 桂·全州县 （全真）
- 子材街道 桂·钦州市钦北区 （冯子材）
- 刘三姐镇 桂·河池市宜州区 （刘三姐）
- 文儒镇 琼·澄迈县 （王文儒）
- 少云镇 渝·重庆市铜梁区 （邱少云）
- 国梁镇 渝·重庆市大足区 （饶国梁）
- 甘宁镇 渝·重庆市万州区 （甘宁）
- 太白街道 渝·重庆市万州区 （李白）
- 二圣镇 渝·重庆市巴南區 （关羽、张飞[257]）
- 白帝镇 渝·奉节县 （公孙述[258]）
- 青莲镇 渝·奉节县 （李白[259]）
- 白公街道 渝·忠县 （白居易）
- 繼光鎮 川·中江縣 （黄繼光）
- 思德镇 川·仪陇县（张思德）
- 松涛镇 川·资阳市雁江区（谢松涛）
- 双才镇 川·内江市东兴区 （郭双才革命烈士）[260]
- 三烈乡 川·内江市东兴区（蒋盘勋、陈斌、张学文）
- 师古镇 川·什邡市（张师古）[261]
- 烈士乡 川·荥经县（七烈士 刘玉忠、刘邦汉、王麻、罗玉、王天保、马保三、张秀华）[262]
- 仲权镇 川·自贡市自流井区（李仲权）
- 佑君镇 川·西昌市（丁佑君）
- 嫘祖镇 川·盐亭县（嫘祖）
- 文通镇 川·盐亭县 （蒙文通）
- 岐伯镇 川·盐亭县 （岐伯）
- 调元镇 川·罗江县 （李调元）
- 马祖镇 川·什邡市（马祖道一）
- 黄忠街道 川·成都市金牛区 （黄忠）
- 二仙桥街道 川·成都市成华区 （吕洞宾和韩湘子、寒山和拾得）
- 三圣街道 川·成都市锦江区 （炎帝、黄帝、仓颉）
- 苏坡街道 川·成都市青羊区 （苏轼）
- 东坡街道 川·成都市青羊区 （苏轼[263]）
- 苏祠街道 川·眉山市东坡区 （苏洵、苏轼、苏辙）
- 三苏镇 川·眉山市东坡区 （苏洵、苏轼、苏辙）
- 相如街道 川·蓬安县 （司马相如）
- 樊哙镇 川·宣汉县 （樊哙）
- 马尔康镇 川·马尔康市 （玛康[59]）
- 关公镇 川·巴中市恩阳区 （关羽）
- 关帝镇 川·绵阳市涪城区 （关羽）
- 游仙街道 川·绵阳市游仙区 （李意期[264]）
- 老君滩乡 川·会东县 （老子）
- 老君乡 川·宣汉县 （老子）
- 老君街道 川·南充市高坪区 （老子）
- 青莲街道 川·南充市高坪区 （李白[265]）
- 老君镇 川·资阳市雁江区 （老子）
- 三贤祠街道 川·资阳市雁江区 （王藵、董钧、苌弘[266]）
- 汉王乡 川·洪雅县 （刘邦）
- 葛仙山镇 川·彭州市 （葛永璝[267]）
- 北君平镇 川·彭州市 （严君平）
- 南君平乡 川·邛崃市 （严君平）
- 文君街道 川·邛崃市 （卓文君）
- 孔明街道 川·邛崃市 （诸葛亮）
- 卧龙镇 川·邛崃市 （诸葛亮）
- 卧龙镇 川·梓潼县 （诸葛亮）
- 长卿镇 川·梓潼县 （司马相如[268][269]）
- 禹里镇 川·北川羌族自治县 （禹[270]）
- 老君井乡 川·简阳市 （老子）
- 四烈乡 川·高县 （雍勇怀、刘天顺、李胜多、武庆忠四烈士）
- 太公镇 川·广元市昭化区 （吕尚）
- 子昂街道 川·射洪县 （陈子昂[271]）
- 鲁班镇 川·三台县 （清代石匠鲁班[272]）
- 青莲镇 川·江油市 （李白[273]）
- 大王镇 川·南部县 （张献忠[274]）
- 子中乡 川·邻水县 （郑子中[275]）
- 孝姑镇 川·犍为县 （叔先雄）
- 中山路街道 黔·遵义市红花岗区 （孙中山）
- 尹珍街道 黔·道真仡佬族苗族自治县（尹珍）
- 关索街道 黔·关岭布依族苗族自治县（关索）
- 世昌乡 黔·松桃苗族自治县（龙世昌）
- 东皇街道 黔·习水县 （东岳大帝）
- 太白镇 黔·绥阳县 （李白）
- 鲁班街道 黔·仁怀市 （鲁班[276]）
- 仰阿莎街道 黔·剑河县 （仰阿莎[277]）
- 罗雄街道 滇·罗平县 （罗雄）
- 龙朋镇 滇·石屏县 （龙朋[278]）
- 老君山镇 滇·剑川县 （老子）
- 勐海镇 滇·勐海县 （召海）
- 王莽街道 陝·西安市长安区（王莽）
- 代王街道 陝·西安市临潼区 （汉文帝）
- 中山门街道 陝·西安市新城区 （孙中山）
- 秦陵街道 陝·西安市临潼区 （秦始皇[279]）
- 华胥镇 陝·蓝田县 （华胥氏[280]）
- 杨陵街道 陝·咸陽市杨陵区 （杨坚[281]）
- 中山西路街道 陝·宝鸡市金台区 （孙中山）
- 神农镇 陝·宝鸡市渭滨区 （神农）
- 召公镇 陝·扶风县 （召公奭）
- 留侯镇 陝·留坝县（张良）
- 玉皇庙镇 陝·留坝县 （玉皇）
- 武侯镇 陝·勉县（诸葛亮）
- 杜康镇 陝·白水县（杜康）
- 关帝镇 陝·洋县（关羽）
- 戚氏街道 陝·洋县 （戚夫人[282]）
- 关庙镇 陝·安康市汉滨区 （关羽）
- 老君乡 陝·安康市汉滨区 （老子）
- 老君殿镇 陝·子洲县 （老子）
- 老君镇 陝·汉中市汉台区 （老子）
- 汉王镇 陝·汉中市汉台区 （刘邦）
- 汉王镇 陝·紫阳县 （刘邦）
- 吴起街道 陝·吴起县 （吴起）
- 八仙镇 陝·平利县 （八仙）
- 大禹街道 陝·延川县 （禹）
- 太白河镇 陝·太白县 （泰伯[65]）
- 尧山镇 陝·蒲城县 （尧）
- 博望街道 陝·城固县 （张骞）
- 杨泗镇 陝·镇安县 （杨泗）
- 木王镇 陝·镇安县 （王庚山[283]）
- 郭嘉镇 陇·秦安县（郭嘉）
- 张家川镇 陇·张家川回族自治县（张骞[73]）
- 张棉驿乡 陇·张家川回族自治县（张绵[73]）
- 老君庙镇 陇·玉门市 （老子）
- 老君坡镇 陇·会宁县 （老子）
- 汉王镇 陇·陇南市武都区 （刘邦）
- 玉皇乡 陇·陇南市武都区 （玉皇）
- 伯阳镇 陇·天水市麦积区 （老子，字伯阳[284]）
- 太白梁乡 陇·庆城县 （泰伯[285]）
- 曹务镇 陇·静宁县 （曹婺姑[286]）
- 掌政镇 宁·银川市兴庆区 （张政）
- 玉皇阁北街街道 宁·银川市兴庆区 （玉皇）
- 瞿靖镇 宁·青铜峡市 （瞿靖）
- 邵岗镇 宁·青铜峡市 （邵刚）
- 叶盛镇 宁·青铜峡市 （叶升）
- 蒋顶乡 宁·青铜峡市 （蒋鼎）
- 杨和镇 宁·永宁县 （杨和）
- 李俊镇 宁·永宁县 （李俊）
- 望洪镇 宁·永宁县 （王鋐）
- 立岗镇 宁·贺兰县 （李纲）
- 洪广镇 宁·贺兰县 （洪广）
- 金贵镇 宁·贺兰县 （金贵）
- 潘昶乡 宁·贺兰县 （潘昶）
- 常信乡 宁·贺兰县 （常信）
- 习岗镇 宁·贺兰县 （谢保）
- 姚伏镇 宁·平罗县 （姚福）

## 交通地名

### 道路
- 啟超大道（新會）（梁啟超）
- 啟超道（香港）（梁启超）
- 翔宇大道（淮安市）  （周恩来，字翔宇）
- 承恩大道（淮安市）  （吴承恩）
- 柯山路（淮安市）  （张耒，号柯山）
- 明远路（淮安市）  （鲍照，字明远）
- 枚乘路、枚皋路（淮安市）  （枚乘、枚皋）
- 梁红玉路（淮安市）  （梁红玉）
- 关天培路（淮安市）  （关天培）
- 韩信北路、韩信南路（淮安市）  （韩信）
- 太白路（济宁市）  （李白，李白字太白）
- 翊武路（桂林市）  （蒋翊武，字伯夔）
- 中山路 （孙中山）[287]
- 逸仙路 （孙中山，字逸仙）[287]
- 黄兴路 (长沙市) （黄兴）
- 黄兴路 (上海市) （黄兴）[287]
- 行知路 （陶行知）
- 阳明路 (南昌)  （王守仁）
- 阳明东路 (余姚)  （王守仁）
- 阳明西路 (余姚)  （王守仁）
- 新建路  （王守仁，爵位新建伯）
- 中正路  （蔣中正）
- 沧白路 （杨沧白）
- 邹容路 （邹容）
- 赵登禹路 （赵登禹）
- 佟麟阁路 （佟麟阁）
- 邓铁梅路 （邓铁梅）
- 苗可秀街 （苗可秀）
- 张自忠路 （张自忠）
- 自忠路 （张自忠）[287]
- 晋元路 （谢晋元）[287]
- 仲愷路 （廖仲愷）
- 執信路  （朱執信）
- 春申路 （春申君黄歇）
- 光启路 （徐光启）[287]
- 文定路 （徐光启，谥号文定）[287]
- 鲁班路 （鲁班）[287]
- 化成路 （陈化成）[287]
- 靖宇路 （杨靖宇）[287]
- 子长路 （谢子长）[287]
- 志丹路 （刘志丹）[287]
- 源深路 （谢源深）[287]
- 茂名路 （潘茂明）
- 建国街 （焦建国，原名焦守健）：在河北省沧县（焦建国烈士牺牲地）兴济镇
- 宋园路  （宋庆龄）[287]
- 紫阳街  （张伯端，号紫阳）
- 茅盾路  （茅盾）
- 鲁迅路  （鲁迅）
- 子青路 （姚子青）
- 李时珍路  （李时珍）[288]
- 郭守敬路  （郭守敬）[288]
- 祖冲之路  （祖冲之）[288]
- 华佗路  （华佗）[288]
- 李冰路  （李冰）[288]
- 蔡伦路  （蔡伦）[288]
- 张衡路  （张衡）[288]
- 毕升路  （毕升）[288]
- 沈括路  （沈括）[288]
- 达尔文路 （达尔文）[288]
- 牛顿路  （牛顿）[288]
- 居里路  （居里夫人）[288]
- 哈雷路 （哈雷）[288]
- 高斯路 （高斯）[288]
- 爱迪生路 （爱迪生）[288]
- 哥白尼路  （哥白尼）[288]
- 伽利略路 （伽利略）[288]
- 法拉第路  （法拉第）[288]
- 守仁桥街 （潘守仁）
- 果戈里大街（果戈里）
- 斯大林路 （斯大林）
- 高尔基路 （高尔基）[289]
- 武松东大街、武松西大街  （武松）
- 阿合买提江街 （阿合买提江）
- 經國路 （蔣經國）
- 博生路 (宁都县) （赵博生）
- 娄敬路 (鄠邑区) （娄敬）
- 阿合买提江路 (伊宁市) （阿合买提江·哈斯木）
- 明仁大街 (科尔沁区) （吕明仁）
- 干将路 （干将）
- 莫邪路 （莫邪）
- 专诸巷 （专诸）
- 周公路（洛阳市）  （周公）
- 秦裕伯路 （秦裕伯）
- 扶苏路 （扶苏）
- 彭刘杨路（武汉市）（彭楚藩、刘尧澂、楊宏勝，辛亥革命烈士）
- 演达大道（惠州市）（邓演达）
- 叶挺大道（惠州市）（叶挺）
- 延乔路（合肥市）（陈延年、陈乔年）
- 邓稼先路（合肥市）
- 陈垣路 （江門市）（陈垣）
- 陈宜禧路 （台山）（陈宜禧）

### 火车站
- 杨连弟站 （杨连第）
- 伊尹站 （伊尹）
- 仲恺站 （廖仲恺）
- 罗妙真站 （罗妙真）

### 机场
- 吕蒙机场 （吕蒙）
- 运城关公机场 （关羽）

### 关隘
- 娘子关 （妒女介山氏、平阳昭公主）

### 渡口
- 风陵渡 （风、女娲[98]）

## 地理实体地名

### 河流
- 萧太后河（萧绰）
- 胥浦塘 （伍子胥[287]）
- 胥江 （伍子胥）
- 胥河 （伍子胥）
- 胥塘河 （伍子胥）
- 伍子塘 （伍子胥）
- 胥浦河 （伍子胥）
- 闾江 （阖闾）
- 蠡河 (无锡市滨湖区) （范蠡）
- 蠡河 (宜兴) （范蠡）
- 蠡塘港 （范蠡）
- 蠡塘河 （范蠡）
- 东蠡河 （范蠡）
- 夹蠡河 （范蠡）
- 曹娥江 （曹娥）
- 韓江 （韓愈）
- 梅江 (韩江支流) （梅鋗）
- 賈魯河 （賈魯）
- 嚴陵瀨 （嚴光）
- 彭越浦 （彭越[287]）
- 黄歇浦 （春申君黄歇[287]）
- 歇浦 （春申君黄歇）
- 黄浦江 （春申君黄歇）
- 春申江 （春申君黄歇）
- 申江 （春申君黄歇）
- 太子河 （燕太子丹）
- 郑国渠 （郑国 (水工)）
- 赵王河 （赵匡胤）
- 干将河 （干将）
- 禹陵江 （禹）
- 白起渠 （白起）
- 青衣江 （青衣神蠶叢）
- 周公河 （周公旦）
- 子牙河 （吕尚）
- 子牙新河 （吕尚）
- 郭嘉河 （郭嘉）
- 曹操河 （曹操）
- 包河 (浍河支流) （包拯）
- 袁水 （袁京[189]）
- 程江 (梅江) （程旼）
- 太白河 （泰伯[65]）

### 湖泊
- 微山湖 （微子[41]）
- 胥湖 （伍子胥）
- 欧阳海水库 （欧阳海）
- 包公湖 （包拯）
- 蠡湖 （范蠡）
- 范蠡湖 （范蠡）
- 澹台湖 （澹台灭明）
- 子房湖 （张良）
- 莫愁湖 （莫愁[133]）
- 达开水库 （石达开）
- 黄盖湖 （黄盖）
- 邵伯湖 （谢安、召伯）
- 仰阿莎湖 （仰阿莎）
- 天子湖 (大冶) （周昭王[290]）
- 京娘湖 （京娘）

### 泉
- 梅子真泉 （梅福，字子真）

### 海域
- 吕四渔场 （吕洞宾）
- 维多利亚港 （英国君主维多利亚）

### 島礁
- 微山島 （微子[41]）
- 郑和群礁 （郑和）
- 景宏岛 （王景宏）
- 尹庆群礁 （尹庆）
- 费信岛 （费信）
- 马欢岛 （马欢）
- 赵述岛 （赵述）
- 秦皇岛 （秦始皇）
- 巩珍礁 （巩珍）
- 晋卿岛 （施晋卿）
- 嵩焘滩 （郭嵩焘）
- 道明群礁 （梁道明）
- 杨信沙洲 （杨信）
- 道群岛 （林道）
- 法显暗沙 （法显）
- 义净礁 （义净）
- 常骏暗沙 （常骏）
- 朱应滩 （朱应）
- 康泰滩 （康泰）
- 森屏滩 （黄森屏）
- 人骏滩 （张人骏）
- 李准滩 （李准）
- 敦谦沙洲 （李敦谦）
- 鸿庥岛 （杨宏庥）
- 鲁班暗沙 （鲁班）
- 屈原礁 （屈原）
- 东坡礁 （苏轼）
- 阳明礁 （王守仁）
- 孔明礁 （诸葛亮）
- 南威岛 （罗卓英，号慈威）
- 曹妃殿岛 （曹妃[74][75]）
- 焦山 （焦光）
- 田横岛 （田横）

### 半岛
- 屺姆岛 （胡琛，号姆屺[291]）

### 山
- 大神农架 （神农氏）
- 神农顶 （神农氏）
- 武夷山 （武夷君）
- 黄山 （黄帝[4][5]）
- 大庾岭 （庾勝）[292][38]
- 梅岭 (大庾岭) （梅鋗[293][38]）
- 梅岭头 (南昌) （梅福，字子真[294]）
- 嚴陵山 （嚴光）
- 稷王山 （稷[27]）
- 秦山 （秦始皇）
- 阳明山 （王守仁， 世称阳明先生）
- 盘古山 （盘古）
- 老君山 (栾川) （老子）
- 莫干山 （莫邪、干将）
- 胥山 （伍子胥）
- 焦山 （焦光）
- 厍公山（庚桑楚[295]）
- 干山（干将[287]）
- 秦望山（秦始皇[287]）
- 机山（陆机[287]）
- 薛山（薛道约[287]）
- 查山（查玉成[287]）
- 周公山 （周公旦）
- 丹朱岭 （丹朱）
- 巫山山脉 （巫咸）
- 孟良崮 （孟良）
- 关索岭 （关索）
- 子贡山 （子贡）
- 苏仙岭 （苏耽）
- 胥岭 （伍子胥）
- 蠡山 （范蠡）
- 舜耕山 （舜）
- 袁山 （袁京[296]）
- 八公山 （淮南八公）
- 太白山 （泰伯[65]）
- 长卿山 （司马相如[269]）
- 梁金山 （梁金）

### 峡谷
- 巫峡 （巫咸）

### 洞穴
- 善卷洞 （單卷）
- 庚桑洞 （庚桑楚）
- 張公洞 （張道陵、張果老）
- 倪翁洞 （计倪）
- 方腊洞 （方腊）
- 老君洞 (浮山) （老子）
- 老君洞 (登封) （老子）
- 老君洞 (重庆) （老子）
- 老君洞 (融水) （老子）
- 子房洞 （张良）
- 慕蠡洞 （范蠡）
- 许由洞 （许由）

### 堤岸
- 范公堤 （范仲淹）
- 苏堤 （苏轼）
- 杨公堤 （杨孟瑛）
- 邵伯埭 （谢安、召伯）

## 歷史政區地名
- 嚴州府 （嚴光）
- 彭城郡 （彭祖）
- 禽昌郡 （赫连昌）
- 單州 （單卷）
- 潘州 (唐朝)（潘茂名[7]）
- 献州（河间献王刘德[21]）
- 威楚路 （爨酋威楚[11]）
- 袁州 （袁京）
- 袁州路 （袁京）
- 袁州府 （袁京）

### 县及县级行政区
- 單父縣 （單卷[40]）
- 禽昌县 （赫连昌）
- 郭昌县 （郭昌）
- 相如县 （司马相如）
- 胥浦县 (南梁) （伍子胥）
- 获鹿县 （安禄山）
- 束鹿县 （安禄山）
- 庆都县 （庆都[16]）
- 程乡县 （程旼）
- 徐州市子房区 （张良，字子房）
- 徐州市王陵区 （王陵）

#### 民国时期
- 包森县 （包森）
- 建国县 （焦建国），原名焦守健，化名：苏一华、肖实，军人/革命烈士：1959年4月24日，河北省人民政府在调整行政区域时撤销了建国县。
- 之光县 （李致光，又名李之光）[297]
- 晏江縣 （贾晏如、赵寿江），今内蒙古自治区五原县境
- 振堂县 （董振堂），今河北省邢台市境
- 炳辉县 （罗炳辉）
- 博生县 （赵博生）
- 达生县 （韩达生）
- 代英县 （恽代英）
- 杭代县 （恽代英）
- 登贤县 （罗登贤）
- 复程县 （袁复荣、朱程）
- 公略县 （黄公略）
- 功岑县 （马功岑）
- 郭亮县 （郭亮）
- 宏毅县 （杨宏明、孙毅民）
- 胡梓县 （吴致民，化名胡梓）
- 济时县 （甘济时）
- 建屏县 (平山、井陉、获鹿3县边) (东建屏) （周建屏）
- 建屏县 (平山县西部) (西建屏) （周建屏）
- 經扶縣 （劉峙，字經扶）
- 靖远县 (盐山、乐陵2县边) （杨靖远）
- 靖远县 (盐山) （杨靖远）
- 康杰县 （嘉康杰）
- 克威县 （唐克威）
- 匡五县 （吴匡五）
- 立煌县 （卫立煌）
- 林森县 （林森）
- 灵甫县 （张灵甫）
- 麓水县 (滕) （王麓水）
- 麓水县 (双山) （王麓水）
- 明光县 (连城) （李明光）
- 彭湃县 (宁都) （彭湃）
- 彭湃县 (宁化) （彭湃）
- 齐滨县 （刘齐滨）
- 企之县 (曲周、临清、威3县边) （郭企之）
- 企之县 (曲周) （郭企之）
- 庆华县 （马庆华）
- 善集县 （杨善集）
- 申熙县 （蔡申熙）
- 士敏县 （武士敏）
- 寿昌县 (崇阳、通城、修水三县边) （陈寿昌）
- 太雷县 （张太雷）
- 武训县 （武训）
- 翕儒县 （陈翕儒）
- 晓峰县 （郗晓峰）
- 云彪县 （刘云彪）
- 徐翼县 （徐翼）
- 雪楓縣 （彭雪楓）
- 杨殷县 （杨殷）
- 杨忠县 （杨忠 (近代)）
- 耀南县 （马耀南）
- 叶挺县 （叶挺）
- 乙化县 （白乙化）
- 英安县 （林英安）
- 永智县 (冠、馆陶) （肖永智）
- 永智县 (清平) （肖永智）
- 咏生县 （高咏生）
- 兆征县 （苏兆征）
- 赵镈县 （赵镈）
- 赵陈县 （赵义京、陈耀元）
- 振华县 （马振华）
- 震东县 （刘震东）
- 芝圃县 （吴芝圃）
- 忠发市 （向忠发）
- 重远县 （杨重远）
- 竹庭县 （符竹庭）
- 筑先县 （范筑先）
- 紫石县 （韩国钧，字紫石）
- 自忠縣 （張自忠）
- 列宁市 （列宁）
- 乾德县 （杨乾德），今新疆维吾尔自治区乌鲁木齐市境（由乾德城而来，乾德城得名于杨增新子杨乾德。）
- 赵选县 （赵选）
- 南峰县 (莘、朝城2县边) （齐南峰）
- 南峰县 (朝城) （齐南峰）
- 雪涡县 （彭雪枫）
- 溯涛县 （尹培，字溯涛）
- 硕督县 （尹昌衡，字硕权）
- 太昭县 （尹昌衡，号太昭）

### 乡
- 郑公乡 （郑玄[298]）

## 地名简称
- 申 （上海的简称之一） （春申君黄歇）